# Сив виреон
Сивият виреон (Vireo vicinior) е вид птица от семейство Виреонови (Vireonidae).

## Разпространение
Видът е разпространен в Мексико и САЩ.